# Знак монетного двора
Знак монетного двора — нанесённые на монете маленькие буквы или знаки (кресты, звёздочки, точки и т. д.), которые служат символом того монетного двора, где отчеканена монета.

## История
Знак монетного двора изначально был введён для контроля монетных дворов. Он давал возможность определить происхождение неполновесных монет, монет, отчеканенных из низкопробного металла, и принять соответствующие меры. Знаки монетного двора впервые встречаются уже на античных монетах.

## Знаки монетных дворов по странам

### Австрия
Информация о знаках монетных дворов Австрии приведена согласно каталогу монет 1801—1900-х годов Краузе.
| Знак                               | Монетный двор |
| ---------------------------------- | ------------- |
| А, a. W. WI, щит                   | Вена          |
| AI. AL-IV, C-A, E, GA              | Карлсбург     |
| B, K, KB                           | Кремница      |
| BE, BE/V, BEZ, B.T                 | Бистрица      |
| CB, CI, CI-BI(NI), CW, H, HS       | Германшталт   |
| CV (1693—1694), FT, KV (1694—1700) | Клаузенбург   |
| D, M                               | Зальцбург     |
| D, G, GR                           | Грац          |
| F, HA, орёл                        | Халль         |
| G, H, P-R                          | Гюнцбург      |
| GM                                 | Мантуя        |
| M                                  | Милан         |
| NB                                 | Бая-Маре      |
| NB, G                              | Бая-Маре      |
| O                                  | Оломоуц       |
| O                                  | Оравица       |
| S                                  | Смолник       |
| V                                  | Венеция       |
| W                                  | Вроцлав       |

### Германия
| Знак | Монетный двор                | Годы работы |
| ---- | ---------------------------- | ----------- |
| А    | Берлинский монетный двор     | с 1872      |
| В    | Монетный двор Ганновера      | 1872—1878   |
| С    | Монетный двор Франкфурта     | 1872—1879   |
| D    | Баварский монетный двор      | c 1872      |
| E    | Дрезденский монетный двор    | 1872—1887   |
| E    | Монетный двор Мульденхюттена | 1887—1953   |
| F    | Монетный двор Штутгарта      | с 1872      |
| G    | Монетный двор Карлсруэ       | с 1872      |
| H    | Монетный двор Дармштадта     | 1872—1882   |
| J    | Монетный двор Гамбурга       | с 1875      |

### США
| Знак | Монетный двор                | Годы работы |
| ---- | ---------------------------- | --- |
| P    | Монетный двор Филадельфии    | до 1980 года на монетах не помещался (за исключением выпуска 5-центовых монет с 1942 по 1945 год). С 1981 помещается на всех монетах кроме 1 цента |
| D    | Монетный двор Денвера        | с 1909 сегодняшний день |
| S    | Монетный двор Сан-Франциско  | с 1854 по сегодняшний день |
| W    | Монетный двор Вест-Пойнта    | c 1976 по сегодняшний день |
| CC   | Монетный двор Карсон-Сити    | 1870—1893 |
| C    | Монетный двор Шарлотта       | 1838—1861 |
| D    | Монетный двор Далонеги       | 1838—1861 |
| O    | Монетный двор Нового Орлеана | 1838—1909 |